# Kazacsinszkoje (Irkutszki terület)
Kazacsinszkoje (oroszul: Казачинское) falu Kelet-Szibériában, Oroszország Irkutszki területén, a Kazacsinszkoje-lénai járás székhelye.
Lakossága: 2624 fő (a 2010. évi népszámláláskor).

## Fekvése
Az Irkutszki terület központi részén, Irkutszk területi székhelytől északkeletre, a Kirenga jobb partján helyezkedik el. A legközelebbi vasútállomás a kb. 20 km-re lévő Magisztralnij településen van (az állomás neve Kirenga), a Bajkál–Amur-vasútvonalon. Az állomás Uszty-Kut-tól 170 km-re délkeletre fekszik.

## Története
A falu elődjét áttelepülők és kozákok alapították 1776-ban. A szovjet korszakban helyi jelentőségű repülőtere létesült. A Bajkál–Amur-vasútvonal építése Uszty-Kuttól kelet felé 1974-ben kezdődött, de a vasúti pálya és az állomás nem itt, hanem a folyó bal partján, Magisztralnij településen épült. 
Kazacsinszkoje repülőterének új épületét 2003-ban adták át. Helyi vélekedés szerint építése összefüggött a koviktai gázmező tervezett kiaknázásával. 2006-ban a repüléseket a tűzbiztonsági rendelkezések megszegése miatt leállították, 2013 nyarán újra megindították. Az Irkutszkkal kapcsolatot létesítő járaton heti három alkalommal Cessna Caravan típusú 9 személyes gép közlekedik (2015 nyarán).